# Heritage (오페스의 음반)
| 전문가 평가     | 전문가 평가 |
| 총 점수         | 총 점수     |
| 출처            | 점수        |
| --------------- | ----------- |
| AnyDecentMusic? | 7.2/10      |
| 메타크리틱      | 71/100      |
| 평가 점수       |             |
| 출처            | 점수        |
| AllMusic        | [ 1 ]       |
| BBC Music       | positive    |
| The Guardian    | [ 7 ]       |
| Metal Injection | 7/10        |
| Metal Storm     | 7.8/10      |
| Pitchfork       | 6.9/10      |
| PopMatters      | [ 11 ]      |
| Revolver        | [ 12 ]      |
| Rolling Stone   | [ 13 ]      |
| Sputnikmusic    | [ 14 ]      |

《Heritage》는 스웨덴의 프로그레시브 메탈 밴드 오페스의 열 번째 스튜디오 음반이다. 2011년 9월 13일 로드러너 레코드를 통해 발매되었다. 이 음반은 2011년 초 스톡홀름의 아틀란티스 스튜디오에서 녹음되었고, 미카엘 오케르펠트가 프로듀싱하고, 얀 한손이 엔지니어링하고, 스티븐 윌슨이 믹싱했다(그가 밴드와 함께 작업한 2003년 음반 《Damnation》 이후 첫 번째 음반). 이 곡은 밴드가 한동안 하고 싶었던 본격적인 프로그레시브 록 사운드를 맡는다. 과거 음반의 프로그레시브 메탈과 데스 메탈 사운드와는 극명한 대조를 이룬다.
비평적이고 상업적인 성공을 거둔 이 음반은 데뷔 주에 미국에서 19,000장이 팔려 빌보드 200에서 19위를 기록했다. 이 음반은 2003년 《Damnation》 이후 오케르펠트의 대표적인 그로울링을 포함하지 않은 첫 번째 음반이었다.

## 배경
2010년 9월 《In Live Concert at the Royal Albert Hall》의 기자 회견에서 미카엘 오케르펠트는 《클래식 록》 잡지와의 인터뷰에서 새 오페스 음반을 위해 작업하고 있다고 말했다. 2011년 1월 31일, 오페스는 녹음을 시작하기 위해 스톡홀름의 아틀란티스/메트로놈 스튜디오에 들어갔고, 얀 한손 엔지니어링과 스티븐 윌슨이 믹싱했다. 3월 말, 믹싱이 완료되었고, 4월에 페르 비베르그는 밴드와의 상호 결정의 일환으로 오페스에서 그의 직무에서 해임되었다. 5월 25일, 《Heritage》는 음반의 제목으로 발표되었다. 7월 26일, 밴드는 이 음반의 첫 번째 싱글인 〈The Devil's Orchard〉를 스테레오검에서 초연했다. 9월 11일, 이 음반은 NPR 뮤직에서 전체 스트리밍되었다. 9월 23일, 〈The Devil's Orchard〉의 뮤직 비디오가 공개되었다.

## 커버 아트
《Heritage》의 커버 아트는 2011년 6월 초에 공개되었으며, 오랜 협력자인 트래비스 스미스에 의해 다시 한번 공개되었다. 오케르펠트는 페이스 컬쳐와의 비디오 인터뷰에서 음반이 상징성이 풍부하다고 말했다. 생명나무를 연상시키는 이 나무는 현재에 번성하고 있는 밴드를 나타내며, "지옥으로 내려가는" 뿌리는 밴드의 데스 메탈 역사를 나타낸다. 나무 위의 얼굴들은 현재 밴드 멤버들의 얼굴들이며, 비베르그의 머리가 나무에서 떨어지는 것은 그의 출발을 상징한다. 나무 아래에 있는 두개골들은 또한 과거 밴드 멤버들을 나타낸다. 멀리서 불타는 극장은 문명의 쇠퇴를 상징한다.

## 곡 목록
모든 곡들은 미카엘 오케르펠트에 의해 작사/작곡하였다.
| #   | 제목                           | 재생 시간 |
| --- | ------------------------------ | --------- |
| 1.  | 〈Heritage (기악)〉            | 2:04      |
| 2.  | 〈The Devil's Orchard〉        | 6:39      |
| 3.  | 〈I Feel the Dark〉            | 6:37      |
| 4.  | 〈Slither〉                    | 3:59      |
| 5.  | 〈Nepenthe〉                   | 5:37      |
| 6.  | 〈Häxprocess〉                 | 6:57      |
| 7.  | 〈Famine〉                     | 8:31      |
| 8.  | 〈The Lines in My Hand〉       | 3:48      |
| 9.  | 〈Folklore〉                   | 8:17      |
| 10. | 〈Marrow of the Earth (기악)〉 | 4:18      |